# Asparagus trichoclados
Asparagus trichoclados är en sparrisväxtart som först beskrevs av Fa Tsuan Wang och Tang, och fick sitt nu gällande namn av Fa Tsuan Wang och Sing Chi Chen. Asparagus trichoclados ingår i släktet sparrisar, och familjen sparrisväxter. Inga underarter finns listade i Catalogue of Life.